# Łukasz Sierpina
Łukasz Sierpina (Złotoryja, 27 marzo 1988) è un calciatore polacco, centrocampista del Korona Piaski.

## Carriera
Ha giocato nella prima divisione polacca.